# Mieczysław Augustyn
Mieczysław Augustyn (ur. 19 sierpnia 1955 w Lipce) – polski polityk, działacz społeczny i samorządowiec, senator VI, VII, VIII i IX kadencji.

## Życiorys
Ukończył w 1978 studia na Wydziale Filologii Polskiej i Klasycznej Uniwersytetu im. Adama Mickiewicza w Poznaniu.
Początkowo zatrudniony jako nauczyciel. Od 1980 do 1990 pracował jako dyrektor Biura Zrzeszenia Katolików Caritas. Był członkiem Tymczasowej Rady Krajowej PRON. Zainicjował powstanie Banków Żywności (Pilskiego oraz Wielkopolskiego), w których objął funkcję prezesa. Do 2005 wchodził także w skład Zarządu Federacji Polskich Banków Żywności oraz Konwentu Państwowej Wyższej Szkoły Zawodowej im. Stanisława Staszica w Pile. Od 1990 do 2005 kierował jako dyrektor domem pomocy społecznej w Pile.
W 1998 został wybrany do rady miasta Piły, od 2002 do czasu objęcia mandatu senatora (w 2005) był jej przewodniczącym. W 2004 bez powodzenia kandydował do Parlamentu Europejskiego.
W wyborach parlamentarnych w 2005 oraz w 2007 z ramienia Platformy Obywatelskiej był wybierany na senatora w okręgu pilskim. W 2011 z powodzeniem ubiegał się o reelekcję do Senatu, w nowym okręgu jednomandatowym dostał 60 565 głosów. W 2015 został ponownie wybrany na senatora, otrzymując 45 410 głosów. Nie kandydował w kolejnych wyborach w 2019.

## Odznaczenia
W 2020 odznaczony przez rzecznika praw obywatelskich Adama Bodnara odznaką honorową „Za Zasługi dla Ochrony Praw Człowieka”.